# Système de défense antimissile de l'OTAN
Le système de défense antimissile de l’OTAN est un projet en cours de conception qui doit permettre à terme de mettre en commun les moyens de défense antimissile des États membres de l'organisation, afin de les protéger d’une menace balistique.

## Défense de théâtre
L’OTAN a depuis la guerre froide entrepris des efforts pour coordonner la défense antiaérienne de ses membres européens dans le cadre du système OTAN de défense aérienne et antimissile intégrée (SODAAI) ((en) :« NATO Integrated Air and Missile Defence System » (NATINAMDS)).
Elle commence à réfléchir à la problématique de la défense antimissile en 1993. Lors du sommet de 1999 à Washington, l’organisation mentionne pour la première fois la défense antimissile dans son concept stratégique ; le programme Active Layered Theatre Ballistic Missile Defence (ALTBMD, défense antimissile balistique de théâtre active multicouche) est approuvé lors du sommet de 2004 à Istanbul. Il s’agit de créer un système de commandement et de contrôle, les capteurs et les effecteurs restent de la responsabilité de chaque état membre. Ce système est ouvert et permet à chaque pays d’intégrer progressivement un ou plusieurs de ses sous-systèmes. À ce stade, sept pays ont annoncé qu’ils contribueraient : l’Allemagne, l’Espagne, les États-Unis, la France, la Grèce, l’Italie et les Pays-Bas. 
La première phase, « couche basse » doit permettre au commandement OTAN de mettre en œuvre une capacité contre les menaces jusqu’à 1 500 km de portée. Elle devrait être en service en 2014, elle repose sur les sous-systèmes d’interception suivants :
- le Patriot PAC-3 en service aux États-Unis, en Allemagne et aux Pays-Bas ; l’Espagne et la Grèce n’ont en service à ce stade que des Patriot PAC-2 peu performants contre les missiles balistiques ;
- le SAMP/T en service en France et en Italie ;
- le MEADS, développé par les États-Unis, l’Allemagne et l’Italie sur la base d’une amélioration du Patriot PAC-3 ; les États-Unis ont toutefois décidé de ne pas aller au-delà de la phase de développement de ce programme et l'Allemagne de ne pas l'acheter, ce qui rend sa poursuite incertaine ;
- le PAAMS utilisé par la France et l’Italie sur leurs frégates Horizon ; ce système doit faire l’objet d’une mise à niveau.

La « couche haute », qui devrait être en service en 2019, repose sur des sous-systèmes d’interception américains :
- le Terminal High Altitude Area Defense
- Les missiles SM-2 et SM-3 embarqués sur des navires du système de combat Aegis.

Les sous-systèmes d’alertes alimenteront également l’ALTBMD.

## Défense des territoires
En 1999, les États-Unis lancent le National missile defense, prévoyant de déployer un système de défense antimissile destiné à protéger le territoire national américain d’une frappe balistique limitée. Dans un premier temps, les autres États de l’OTAN sont très réservés sur la possibilité de s’engager auprès des américains sur ce sujet. En 2007, les États-Unis officialisent les négociations menées avec la Pologne pour le déploiement de dix intercepteurs GBI et avec la République tchèque pour celle d’un radar de poursuite. Les autres pays de l’OTAN estiment alors que ces projets auraient dû se faire dans le cadre de l’organisation. L’extension de l’ALTBMD est évoqué lors des sommets de 2008 à Bucarest et de 2009 à Strasbourg et à Kehl. Le 17 septembre 2009, les États-Unis abandonnent leur projet de site européen, au profit de l’European Phased Adaptive Approach (EPAA, approche adaptative phasée) qui privilégient le déploiement en quatre phases, jusqu’à 2020, de missiles SM-3 sur des plates-formes navales (AEGIS) puis à terre.
Le sommet de 2010 à Lisbonne place la protection des territoires et des populations face à la menace balistique parmi les objectifs de l’organisation. La mise en place de ce système se fera par l’extension de l’ALTBMD (c’est-à-dire un système de commande et contrôle commun) avec les moyens de l’EPAA et les moyens apportées par les contributions européennes. Il est prévu également d’associer la Russie à ce système.
Lors du sommet de 2012 à Chicago, les États-Unis annoncent la fin de la mise en place la première phase de l’EPAA, mais le projet global se heurte toujours aux divergences avec la Russie, et aux contraintes budgétaires.
Le premier site « Aegis Ashore » de Deveselu équipé de 24 RIM-161 Standard Missile 3 en Roumanie en service depuis 2015 est officiellement inauguré le 12 mai 2016, un second en Pologne devait l’être en 2018 mais mars 2020, sa mise en service est prévue pour 2022.
L'intervention menée par Poutine en Ukraine depuis la fin février de l'année 2022 marque le retour à une nouvelle guerre froide et à la fin d'une détente que Reagan, Jean-Paul IIpuis Gorbatchevavait réussi à mettre en place après son arrivée au pouvoir en 1985 mettant fin à une époque dite de mondialisation heureuse où le libéralisme économique primerait sur le reste favorisant l'économie de marché et l'émergence d'une paix perpétuelle malgré les déclarations initiales du premier à propos de la Russie parlant initialement d'Empire du mal ayant abouti ensuite malgré tout au Traité sur les forces nucléaires à portée intermédiaire de décembre 1987.
Le film Wargames explore de façon presque prémonitoire à la suite d'une erreur informatique les risques majeurs de guerre nucléaire entre Usa et Urss.